# Ianiropsis derjugini
Ianiropsis derjugini là một loài chân đều trong họ Janiridae. Loài này được Gurjanova miêu tả khoa học năm 1933.